# 巴奇督
巴奇督（阿美語：Pakito）是台灣阿美族傳說中的食人族。

## 習性
巴奇督人住在靠近今薄薄社、荳蘭社一帶，他們性格殘忍，喜歡吃蜥蜴、蛇等動物，也喜歡吃人肉。

## 傳說
據說以前有個叫阿拉載（Aracay）的阿美族青年，因為喜歡上一名巴奇督的女孩所以入贅到他們家（阿美族是母系社會），但對於他們吃的東西相當驚恐，每次都只敢假裝吃而偷偷丟到地上，而且他在狩獵中懦弱表現、以及岳父兩度要他把蛇肉和人肉送回家給家裡的人享用時都故意在河裡跌倒弄丟，讓妻家的人對他越來越不滿，認為他不把他們當成自家人，還不如吃掉。偷聽到的阿拉載連忙跑回家通知家人，並交代如果幾天後他沒有回來的話就是遇害了，請他們來妻家呼喚他的名字。
後來到了那一天，阿拉載果然沒有出現，於是他的家人前往他的妻家說要找他，但岳父說他去狩獵了，而家人呼喚他的名字時傳來類似人的呻吟聲，岳父則說那是豬的聲音，但家人循著聲音找到一個大木桶，打開來看，發現阿拉載正在裡面被鹽醃漬著，家人連忙救他出來，但他已經瞎了。
另一方面，在場的巴奇督人看秘密保不住，早就都跑光了。

### 其他版本
在馬太鞍部落的神話中，巴奇督人是由帶領他們的是惡靈（Karish）的神靈馬奇督（Makito）和忽辜（Hoko）所帶領，而阿拉載的妻子就是馬奇督的女兒摩盎（Moang），而在阿拉載被救回去後，他們還設計殺死了全部的巴奇督人，只有三人倖存，後來倖存者搬到了姬拉卡樣（Cirakajan，今鳳林鎮東方的山），後來他們其中兩個孩子嘎雅（Kaja）、阿蓋（Akai）成為了惡靈。